# Nouakchott
Nouakchott, Nuaquexote ou Nuaquechote (em árabe: نواكشوط, Núákshút; em francês: Nouakchott) é a capital e maior cidade da Mauritânia. Sendo englobada pelo distrito da capital, não faz parte de qualquer das regiões da Mauritânia. Com uma população estimada em 958 400 habitantes (segundo o censo de 2013), é uma das maiores cidades situadas dentro do deserto do Saara.

## História
Como parte da colónia da África Ocidental Francesa, a Mauritânia não tinha capital. A capital da colónia era São Luís, no Senegal. A pequena cidade portuária e piscatória de Nuaquexote foi escolhida para capital do novo país em 1957, tendo-se iniciado um ambicioso programa de construção para aumentar a população da cidade para 15 mil habitantes. Em 1958, a Mauritânia transformou-se numa república autónoma, dentro da Comunidade Francesa. Quando esta organização se tornou moribunda em 1962, Nouakchott tornou-se capital da Mauritânia independente.
Devido ao seu pequeno tamanho até 1958, existem poucos factos relevantes na história de Nouakchott, com excepção da possibilidade de os almorávidas serem originários desta área.
Nouakchott fica na costa atlântica do Deserto do Saara. Com excepção do porto de Nouakchott, a faixa costeira é deixada vazia e sujeita a inundações. Na década de 1970, a cidade viu sua população se multiplicar, de 20 mil habitantes em 1969 para 150 mil em 1980, devido sobretudo à seca que teve lugar no início da década de 1970, a qual obrigou muitas pessoas de todo o país a migrarem para a capital em busca de melhores condições de vida.
Devido ao rápido crescimento (a população é estimada em mais de 960 mil pessoas atualmente), a cidade está espalhada por uma grande área, com poucos edifícios altos. A cidade está centrada na Avenida Abd-el-Nasser, uma rua larga e flanqueada por árvores, que liga o aeroporto ao centro da cidade.
Nouakchott age como ponto de ligação entre a população urbana e a população nómada do país. Parte da população tem um estilo de vida nómade, tornando difícil estimar a sua população. Apesar de as rochas sob a cidade possuírem um vasto reservatório de água potável, conhecido como Lago Trarza, o rápido crescimento da cidade provoca a escassez de água potável.
Entre os pontos importantes da cidade incluem-se o Museu Nacional da Mauritânia, vários mercados, incluindo o Mercado da Prata de Nuaquexote, e as praias, uma das quais serve de base à frota de pesca.

## Transportes

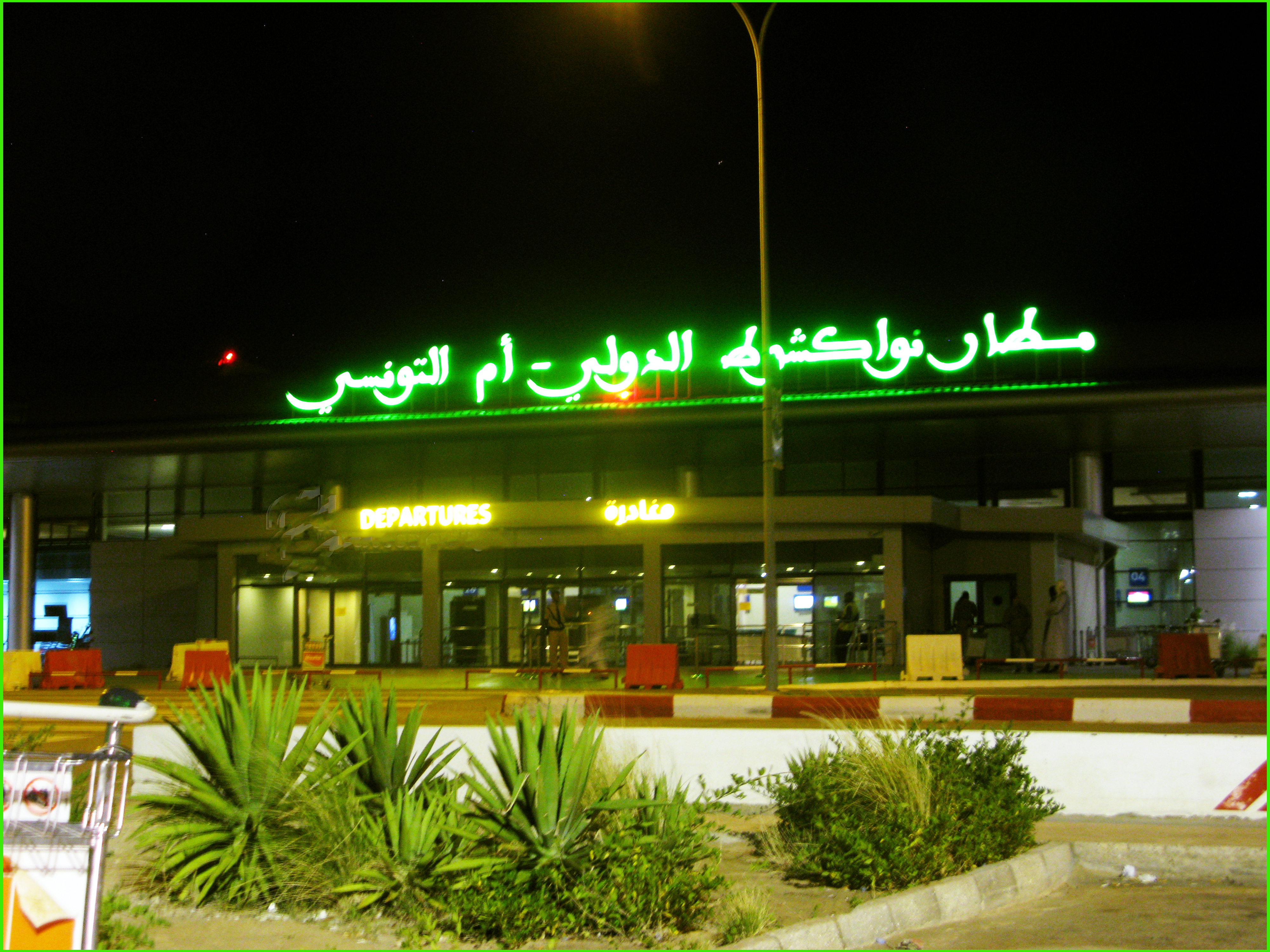
Aeroporto Internacional Nuaquexote-Oumtounsy

A cidade é servida pelo Aeroporto Internacional Nouakchott-Oumtounsy, que substituiu o antigo Aeroporto Internacional de Nuaquexote em 2016.

## Cidades-irmãs
Nouakchott é geminada com:
- Madrid, Espanha[8]
- Tucson, EUA
- Lanzhou, China.
- Amã, Jordânia (1999)[9]